# François Calvet
Pour les articles homonymes, voir Calvet.
François Calvet, né le 1er avril 1953 à Perpignan, est un homme politique français, sénateur des Pyrénées-Orientales de 2011 à 2023.

## Biographie
Élu conseiller régional du Languedoc-Roussillon en 1992, François Calvet est élu député UDF-PR de la 3e circonscription des Pyrénées-Orientales en mars 1993. Il figure quelques mois plus tard sur la liste RPR-UDF à l'élection municipale partielle de Perpignan qui voit la victoire du dissident UDF Jean-Paul Alduy. Il est réélu en 1998 au Conseil régional et occupe une vice-présidence jusqu'en 2002, puis redevient simple conseiller.
Il est élu maire du Soler en 1995 et toujours réélu depuis (65,58 % des suffrages exprimés au premier tour en mars 2008). Battu aux législatives de 1997 par Christian Bourquin, il se consacre à ses mandats locaux (maire et vice-président du conseil régional en 1998). Il prend sa revanche le 16 juin 2002 et rejoint le groupe UMP à l'Assemblée nationale. Pour cause de cumul des mandats, il doit quitter le conseil régional.
Candidat à sa réélection en tant que député UMP, pour la XIIIe législature (2007-2012), il est réélu avec 51,94 % des suffrages face à son éternel rival socialiste, Christian Bourquin. Le 30 janvier 2008, il est nommé rapporteur du projet de loi relatif aux archives et du projet de loi organique modifiant l’ordonnance no 58-1067 du 7 novembre 1958 portant loi organique sur le Conseil constitutionnel et relatif à ses archives.
Il est membre du groupe d'études sur la question du Tibet de Assemblée nationale.
Le 25 septembre 2011, il est élu sénateur des Pyrénées-Orientales et quitte donc l'Assemblée nationale. Son suppléant est Jean-Pierre Romero, maire de Port-Vendres. Le 24 septembre 2017, il est réélu au premier tour avec pour suppléante l'avocate Lauriane Josende.
Il parraine Laurent Wauquiez pour le congrès des Républicains de 2017, scrutin lors duquel est élu le président du parti.
Le 16 octobre 2017, il démissionne de son mandat de maire du Soler suivant l'application de la nouvelle loi sur le non-cumul des mandats. Il doit abandonner également son mandat de premier vice-président de la communauté urbaine de Perpignan .
Il ne se représente pas lors des élections sénatoriales de 2023.

## Détail des fonctions et des mandats
Mandats locaux
- 19 juin 1995 - 18 mars 2001 : Maire du Soler
- 19 mars 2001 - 9 mars 2008 : Maire du Soler
- 10 mars 2008 - 16 octobre 2017 : Maire du Soler, doit démissionner en vertu de l'interdiction du cumul des mandats
- 1er janvier 2003 - 16 mars 2008 : Vice-président de la Communauté d'agglomération Perpignan Méditerranée
- depuis le 17 mars 2008 : Vice-président de la Communauté d'agglomération Perpignan Méditerranée
- 23 mars 1992 - 15 mars 1998 : Conseiller régional du Languedoc-Roussillon
- 16 mars 1998 - 24 février 2003 : Conseiller régional du Languedoc-Roussillon
- 16 mars 1998 - 31 juillet 2002 : Vice-président du Conseil régional de Languedoc-Roussillon

Mandats parlementaires
- 28 mars 1993 - 21 avril 1997 : Député de la 3e circonscription des Pyrénées-Orientales
- 19 juin 2002 - 19 juin 2007 : Député de la 3e circonscription des Pyrénées-Orientales
- 20 juin 2007 - 30 septembre 2011 : Député de la 3e circonscription des Pyrénées-Orientales
- 1er octobre 2011 - 2 octobre 2023 : Sénateur des Pyrénées-Orientales